# Гексаборид гадолиния
Гексаборид гадолиния — химическое неорганическое соединение гадолиния и бора с формулой GdB6.
Внешний вид: син. кристаллы, брутто-формула (система Хилла): B6Gd, формула в виде текста: GdB6, молекулярная масса (в а. е. м.): 222,116. Температура плавления 2510 °C.
Не растворим в воде и органических растворителях.
Применяется как компонент сплавов для катодов мощных электронных приборов.